# 愛知県立稲沢緑風館高等学校
愛知県立稲沢緑風館高等学校（あいちけんりついなざわりょくふうかんこうとうがっこう、英語: Aichi Prefectural Inazawa Ryokufukan High School）は、愛知県稲沢市平野町加世11番地にある県立の高等学校。
2023年（令和5年）4月、愛知県立稲沢高等学校、愛知県立稲沢東高等学校、愛知県立尾西高等学校の統合によって開校した。校名は、稲沢市が植木・苗木の町であることや、伊吹おろしが吹き付けることに由来する。

## 沿革
- 2023年（令和5年）4月 - 愛知県立稲沢高等学校、愛知県立稲沢東高等学校、愛知県立尾西高等学校の3校が統合されて稲沢高校の校地に愛知県立稲沢緑風館高等学校が開校[1][3]。この後2年間は統合前の3校と稲沢緑風館高校が並立。
- 2025年（令和7年）3月 - 稲沢高校、稲沢東高校、尾西高校の3校が閉校予定。

## 設置学科
- 普通科 - 3クラス
- 農業科 - 4学科4クラス
  - 園芸科
  - 農業土木科
  - 環境デザイン科
  - 生活科学科

## 部活動
出典: 

### 運動部
- 野球部
- サッカー部
- 陸上競技部
- ソフトテニス部
- 卓球部
- バレーボール部
- バスケットボール部
- 柔道部
- 剣道部
- ボーリング部
- バドミントン部

### 文化部
- 写真部
- 美術部
- 詩舞道
- ボランティア部
- 吹奏楽部

## アクセス
- 名鉄名古屋本線国府宮駅より徒歩30分[5]。
- 名鉄名古屋本線国府宮駅から名鉄バス・稲沢市コミュニティバスにてアピタ稲沢店行または矢合観音行で「稲沢公園」バス停下車後徒歩10分[5]。